# .sz
.sz ist die länderspezifische Top-Level-Domain (ccTLD) des Staates Eswatini (bis 2018 Swasiland). Sie existiert seit dem 19. Juli 1993 und wird von der Swaziland ISP Association (kurz SISPA) verwaltet.

## Eigenschaften
Domains werden sowohl auf zweiter als auch dritter Ebene angemeldet. Es stehen die drei Second-Level-Domains co.sz für Unternehmen, ac.sz für Schulen und Universitäten sowie org.sz für nicht-kommerzielle Organisationen zur Auswahl. Eine .sz-Domain darf zwischen drei und 63 Stellen lang sein und nur alphanumerische Zeichen enthalten.